# Wade Wilson (giocatore di football americano)
Charles Wade Wilson (Greenville, 1º febbraio 1959 – Coppell, 1º febbraio 2019) è stato un giocatore di football americano statunitense che ha militato nel ruolo di quarterback nella National Football League (NFL). Fu scelto nel corso dell'ottavo giro (210º assoluto) del Draft NFL 1981 dai Minnesota Vikings.

## Carriera professionistica
Wilson fu scelto nel corso dell'ottavo giro del Draft 1981 dai Minnesota Vikings. Fu convocato a per un Pro Bowl coi Vikings nel 1988 e terminò la sua carriera con 17.283 yard passate e 99 touchdown. Wilson guidò i Vikings a tre apparizioni ai playoff alla fine degli anni ottanta, giungendo fino alla finale della NFC dopo aver eliminato clamorosamente i San Francisco 49ers nel Divisional Round, ma furono sconfitti per 17-10 dai futuri vincitori del Super Bowl XXII, i Washington Redskins. Nel 1993 guiò i New Orleans Saints a una partenza con un record di 5-0 ma la squadra successivamente vinse solamente altre 3 partite e terminò con un record di 8-8. Wilson si ritirò nel 1999 all'età di quarant'anni.
Morì nella sua casa a Coppell nel giorno del suo 60º compleanno.

## Palmarès

### Franchigia
- Super Bowl : 1

Dallas Cowboys: Super Bowl XXX
- National Football Conference Championship: 1

Dallas Cowboys: 1995

### Individuale
- Convocazioni al Pro Bowl: 1

1988